# Elecciones generales de Haití de 1987
Las elecciones generales de Haití de 1987 se celebraron el 29 de noviembre, fecha en la cual los votantes debían elegir al presidente, 77 diputados y 27 senadores para el parlamento haitiano, teniendo prevista una segunda vuelta para el 29 de diciembre. Sin embargo, las elecciones fueron suspendidas debido a una masacre de votantes ocurrida ese mismo día a manos del Servicio de Inteligencia Nacional, llamada también coloquialmente como la «Masacre de Ruelle Valliant».

## Candidatos
Entre los candidatos a la presidencia se encontraban:
| Nombre                  | Partido                                                     | Notas                     |
| ----------------------- | ----------------------------------------------------------- | ------------------------- |
| Marc Bazin              | Movimiento por el Establecimiento de la Democracia en Haití | Fue exministro del Tesoro |
| Gérard Gourgue          | Frente Nacional de Concertación                             |                           |
| Louis Déjoie Jr.        | Partido Nacional de la Agricultura e Industria              |                           |
| Sylvio Claude           | Partido Demócrata Cristiano de Haití                        |                           |
| Hubert de Ronceray      | Movimiento para el Desarrollo Nacional                      |                           |
| Leslie Manigat          | Agrupación de Demócratas Nacionales Progresistas            |                           |
| Grégoire Eugene         | Partido Social Cristiano de Haití                           |                           |
| René Théodore           | Partido Unificado de Comunistas Haitianos                   |                           |
| Francois Latortue       | Movimiento Demócrata por la Liberación de Haití             |                           |
| Gerard Philippe Auguste |                                                             |                           |
| Rosny Desroche          |                                                             |                           |

### Precandidatos
Antes de las elecciones, dos candidatos presidenciales fueron asesinados: Louis Eugene Athis, del Movimiento Democrático para la Liberación de Haití, el 3 de agosto, e Yves Volel, de la Unión Democrática Cristiana, el 13 de octubre.
El 2 de noviembre de 1987, el Consejo Electoral Nacional prohibió la participación de 12 candidatos presidenciales debido a su respaldo al antiguo régimen de Duvalier. Entre los candidatos rechazados se encontraban Clovis Desinor (viceministro de Finanzas), Claude Raymond (jefe del Gabinete), Jean Baptiste Hilaire, Herve Boyer y Edouard Francisque, además de otros oficiales del ejército y ministros del gabinete. Además, también fueron rechazados otros candidatos como Clemard Joseph Charles, Alphons Lahens, Hillaire Jean-Baptiste, Jean Julme, Edouard Francisque, Jean Theagene, Arthur Bonhomme, Herve Boyer y Franck Romain.[cita requerida]

## Registro electoral
El 8 de noviembre de 1987, la fecha en que se cerró el registro de votantes, el Consejo Electoral Provisional (CEP), con la ayuda de 30.000 voluntarios, había logrado registrar a 2.246.000 votantes, estimados en el 73% del electorado potencial.

## Resultado
Las elecciones se cancelaron solo tres horas después de que se abrieran las urnas, después de que las tropas dirigidas por el teniente Jean-Claude Paul, miembro del Servicio de Inteligencia Nacional, masacraran entre 30 y 300 votantes el día de las elecciones. El presidente estadounidense Jimmy Carter escribió más tarde: «Los ciudadanos que se alinearon para votar fueron cortados por tiroteos de balas de terroristas. Los líderes militares, que habían orquestado o tolerado los asesinatos, se movilizaron para cancelar las elecciones y mantener el control del Gobierno».
Ese mismo día, varios medios de comunicación fueron atacados, por ejemplo, Radio Haiti-Inter sufrió un ataque con granada en su fachada y Radio Antilles International fue atacada con disparos. Además, un grupo compuesto por 16 hombres uniformados, aparentemente del ejército habían destruido el transmisor de Radio Soleil.
Las elecciones fueron seguidas varios meses después por las elecciones de 1988, las cuales fueron boicoteadas por casi todos los candidatos anteriores, y solo se vio una participación de solo el 4%.